# Cephalophilus
Genre
Cephalophilus est un genre de collemboles de la famille des Lepidocyrtidae.

## Distribution
Les espèces de ce genre se rencontrent en Afrique subsaharienne.

## Liste des espèces
Selon Checklist of the Collembola of the World (version du 26 août 2019) :
- Cephalophilus anoplotermiensis Barra, 1969
- Cephalophilus protermiensis Delamare Deboutteville, 1948
- Cephalophilus rectangularis Delamare Deboutteville, 1948

## Publication originale
- Delamare Deboutteville, 1948 : Recherches sur les collemboles termitophiles et myrmécophiles (écologie, éthologie, systématique). Archive de Zoologie Expérimentale et Générale, vol. 85, p. 261-425.